# Luján de Cuyo

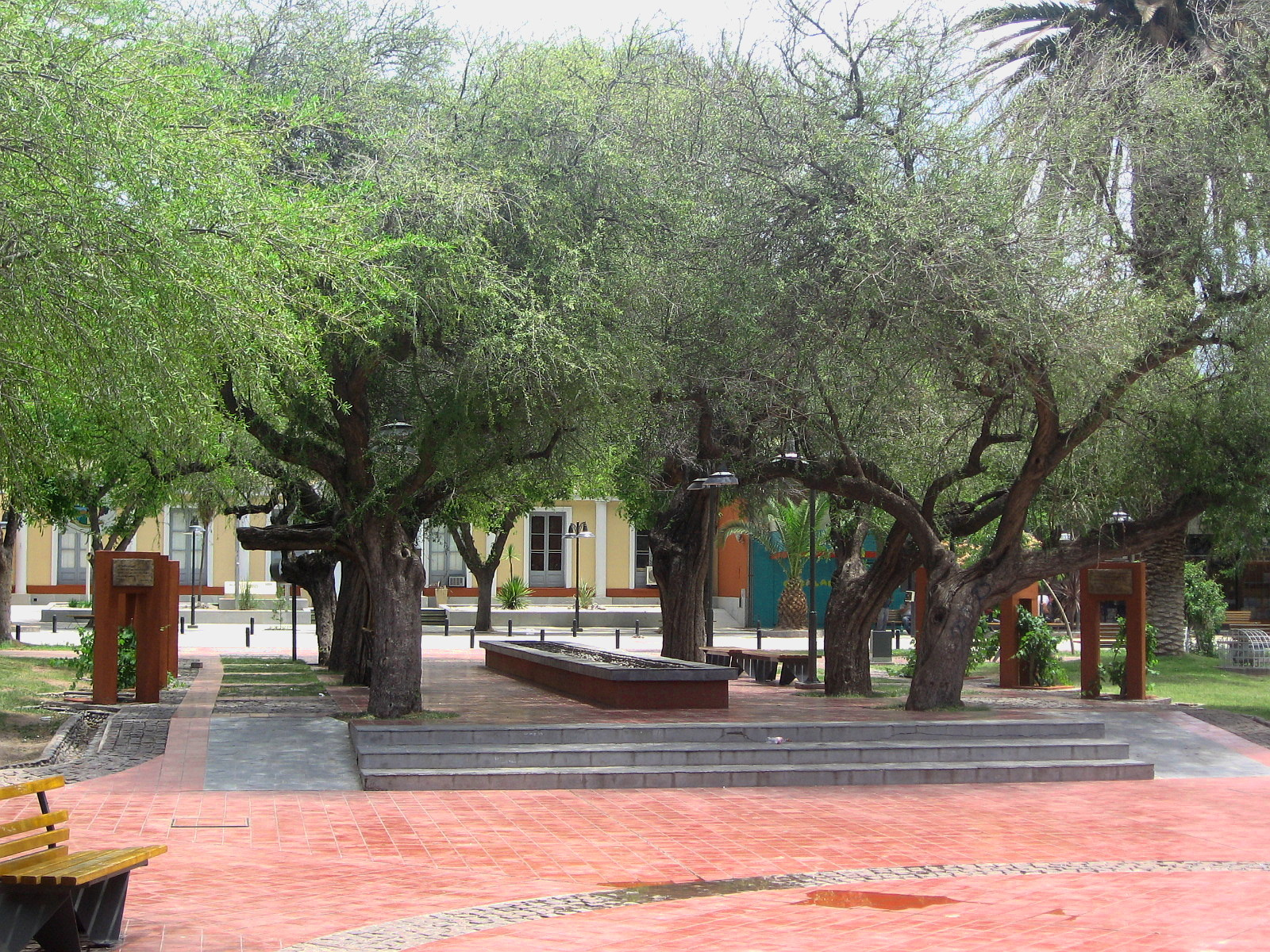
Praça Luján de Cuyo, Mendoza, Argentina.

Luján de Cuyo é uma cidade da Argentina, localizada na província de Mendoza.